# ژابی پریتو
ژابیر «ژابی» پریتو اگراراته (اسپانیایی: Xabier "Xabi" Prieto Argarate‎؛ زادهٔ ۲۹ اوت ۱۹۸۳) بازیکن فوتبال پیشین اهل اسپانیا است.
او کل دوران حرفه‌ایش را در باشگاه فوتبال رئال سوسیداد گذراند و بیش از ۵۰۰ بازی برای این تیم انجام داد.